# Дмитровка (Советский район)
Дми́тровка  (до 1945 года Чёрно-Кош; укр.  Дмитрівка, крымскотат. Çatmış, Чатмыш) — посёлок в Советском районе Республики Крым, центр Дмитровского сельского поселения (согласно административно-территориальному делению Украины — Дмитровского сельского совета Автономной Республики Крым).

## Население
| 2001 | 2014 |
| ---- | ---- |
| 1188 | ↘947 |

Всеукраинская перепись 2001 года показала следующее распределение по носителям языка
| Язык             | Процент |
| ---------------- | ------- |
| русский          | 88.3    |
| украинский       | 0.17    |
| крымскотатарский | 11.03   |
| другие           | 0.24    |

### Динамика численности
| - 1902 год — 28 чел. - 1915 год — 28 чел. - 1926 год — 102 чел. - 1989 год — 1066 чел. | - 2001 год — 1188 чел. - 2009 год — 1320 чел. - 2014 год — 947 чел. |

## Современное состояние
На 2017 год в Дмитровке числится 7 улиц и 1 переулок; на 2009 год, по данным сельсовета, село занимало площадь 151,6 гектара на которой, в 393 дворах, проживало 1320 человек. В селе действуют средняя школа, детский сад «Звёздочка», сельский дом культуры, отделение почты России, библиотека-филиал № 4, амбулатория общей практики семейной медицины, храм преподобных Кирилла и Марии. Дмитровка связана автобусным сообщением с райцентром, Симферополем и соседними населёнными пунктами.

## География
Дмитровка — село на северо-западе района, в степном Крыму у берега Сиваша, высота центра села над уровнем моря — 5 м. Ближайшее село — Ровенка в 4,8 км на запад, райцентр Советский — примерно в 25 километрах (по шоссе) на юг, там же ближайшая железнодорожная станция Краснофлотская (на линии Джанкой — Феодосия). Транспортное сообщение осуществляется по региональной автодороге 35Н-579 Советский — Дмитровка (по украинской классификации — С-0-11422).

## История
Согласно энциклопедическому словарю Немцы России, поселение Иоганнесру, или Иоханру, было основано крымскими немцами меннонитами в 1900 году на 1000 десятинах земли, на месте заброшенной татарской деревни, подписанной на карте 1842 года, как развалины Чаатмыш. По «…Памятной книжке Таврической губернии на 1902 год» в деревне Чёрный Кош, входившей в Емельяновское сельское общество Андреевской волости Феодосийского уезда, числилось 28 жителей в 3 домохозяйствах. По Статистическому справочнику Таврической губернии. Ч.II-я. Статистический очерк, выпуск пятый Феодосийский уезд, 1915 год, в селе Чёрный Кош (Филипповка) Андреевской волости Феодосийского уезда числилось 6 дворов (все дворы с землёй) с немецким населением в количестве 28 человек приписных жителей, из которых 13 мужчин и 15 женщин. Жители владели 1130 десятинами удобной земли. В хозяйствах имелось 58 лошадей, 78 волов, 33 коровы и 492 головы свиней, овец или коз.
После установления в Крыму Советской власти, по постановлению Крымревкома № 206 «Об изменении административных границ» от 8 января 1921 года была упразднена волостная система и село вошло в состав Ичкинского района Феодосийского уезда, а в 1922 году уезды получили название округов. 11 октября 1923 года, согласно постановлению ВЦИК, в административное деление Крымской АССР были внесены изменения, в результате которых округа были отменены, Ичкинский район упразднили, включив в состав Феодосийского в состав которого включили и село. Согласно Списку населённых пунктов Крымской АССР по Всесоюзной переписи 17 декабря 1926 года, в селе Чёрный Кош, Белокошского сельсовета Феодосийского района, числилось 20 дворов, из них 18 крестьянских, население составляло 102 человека, из них 54 немца и 48 русских. Постановлением ВЦИК «О реорганизации сети районов Крымской АССР» от 30 октября 1930 года Феодосийский район был упразднён и был создан Сейтлерский район (по другим сведениям 15 сентября 1931 года), в который включили село, а с образованием в 1935 году Ичкинского — в состав нового района.
Видимо, в ходе той же реорганизации, был образован Черно-Кошский сельсовет, поскольку на 1940 год он уже существовал. Вскоре после начала Великой Отечественной войны, 18 августа 1941 года крымские немцы были выселены, сначала в Ставропольский край, а затем в Сибирь и северный Казахстан.
В годы Великой Отечественной войны на фронтах и в партизанских отрядах сражались многие жители сёл, находившихся на территории нвнешнего сельского поселения: Чёрного Коша и Белого Коша, Кирка Немецкого, 102 из них погибли. В 1941 году два советских самолёта были сбиты в районе сёл Чёрный Кош и Карамин, семь лётчиков (фамилии не установлены) погибли в бою с гитлеровцами и были похоронены местными жителями на сельском кладбище. В 1980 году в центре села, на средства местного колхоза им. Энгельса, установили памятный знак в честь воинов-односельчан. В 1981 году было проведено перезахоронение лётчиков с кладбища Дмитровки к памятному знаку. Постановлением Совета министров Республики Крым № 627 от 20 декабря 2016 года памятник отнесён к категории объектов культурно-исторического наследия России регионального значения.
После освобождения Крыма от фашистов, 12 августа 1944 года было принято постановление № ГОКО-6372с «О переселении колхозников в районы Крыма» и в сентябре 1944 года в район приехали первые новоселы (180 семей) из Тамбовской области, а в начале 1950-х годов последовала вторая волна переселенцев из различных областей Украины. Указом Президиума Верховного Совета РСФСР от 21 августа 1945 года Чёрно-Кош был переименован в Дмитрово и Черно-Кошский сельсовет — в Дмитровский. С 25 июня 1946 года Дмитровка в составе Крымской области РСФСР. Указом Президиума Верховного Совета РСФСР от 18 мая 1948 года к Дмитровке присоединили бывшее еврейское земледельческое поселение Хейрус. 26 апреля 1954 года Крымская область была передана из состава РСФСР в состав УССР. Время упразднения сельсовета и включения в Некрасовский пока не установлено: на 15 июня 1960 года село числилось в составе. Указом Президиума Верховного Совета УССР «Об укрупнении сельских районов Крымской области», от 30 декабря 1962 года Советский район был упразднён и село присоединили к Нижнегорскому. 8 декабря 1966 года Советский район был восстановлен и село вновь включили в его состав. В июне 1975 года был возрождён Дмитровский сельский совет. По данным переписи 1989 года в селе проживало 1066 человек. С 12 февраля 1991 года село в восстановленной Крымской АССР, 26 февраля 1992 года переименованной в Автономную Республику Крым. С 21 марта 2014 года — в составе Республики Крым России.